# Łatuszki (rejon miorski)
Łatuszki – dawny folwark. Tereny, na których leżał, znajdują się obecnie na Białorusi, w obwodzie witebskim, w rejonie miorskim, w sielsowiecie Zaucie.

## Historia
W czasach zaborów wieś prywatna w powiecie dzisieńskim, w guberni wileńskiej Imperium Rosyjskiego.
W latach 1921–1945 folwark leżał w Polsce, w województwie wileńskim, w powiecie dziśnieńskim, w gminie Stefanpol, a od 1926 roku w gminie Hermanowicze.
Według Powszechnego Spisu Ludności z 1921 roku zamieszkiwały tu 32 osoby, 23 były wyznania rzymskokatolickiego a 9 prawosławnego. Jednocześnie 27 mieszkańców zadeklarowało polską a 5 białoruską przynależność narodową. Były tu 3 budynki mieszkalne. W 1931 w 3 domach zamieszkiwało 25 osób.
Wierni należeli do parafii rzymskokatolickiej w Hermanowiczach i prawosławnej w Stefanpolu. Miejscowość podlegała pod Sąd Grodzki w Dziśnie i Okręgowy w Wilnie; właściwy urząd pocztowy mieścił się w Stefanpolu.